# Château de Longvic
 (avril 2023).
- Si vous ne connaissez pas le sujet, laissez ce bandeau (vous pouvez alors contacter les auteurs).
- Si vous supprimez le contenu mis en cause (vous pouvez préalablement contacter les auteurs),

argumentez précisément cette suppression dans la page de discussion
(un manque de référence n'est pas un argument ; une recherche réelle de référence doit avoir été effectuée, être formellement documentée).
Le château de Longvic  est un château moderne situé  à Longvic (Côte-d'Or) en Bourgogne-Franche-Comté.

## Localisation
Le château est situé sur la rive est de l'Ouche, rue Aristide Briand.

## Historique
Le château de Longvic, rendez-vous de chasse des princes de Condé, date du début du XVe siècle. Il se compose alors d'un simple corps de bâtiment à deux niveaux dont les jardins auraient été dessinés ensuite par André Le Nôtre. Au début du XIXe siècle, deux ailes y sont adjointes par le comte Lejéas qui fait construire dans le parc un tombeau mycéen pour sa famille. En 1877, le corps de logis est surmonté d'un second étage et l'ensemble des bâtiments est couvert d'ardoise[réf. souhaitée]. Lors de la Grande guerre les pilotes qui manœuvrent sur le terrain d'aviation voisin s’y installent. Par la suite le château est revendu au ministère des armées puis racheté par la commune en 1962.

## Architecture
Le château de Longvic se compose d'un corps de logis principal à trois niveaux. Les baies de la travée centrale sont surmontées aux deux premiers niveaux d'une corniche et au troisième niveau d'un fronton triangulaire. Ce bâtiment est encadré par deux ailes plus basses. Les baies du rez-de-chaussée comportent un linteau cintré et un encadrement plat en pierre. L'ensemble des toitures brisées est couvert d'ardoise[réf. souhaitée].